# Astronatelia
Astronatelia är ett släkte av svampar. Astronatelia ingår i divisionen sporsäcksvampar och riket svampar.